# Унуєвський Майдан
Уну́євський Майдан (рос. Унуевский Майдан, ерз. Унуевский Майдан) — село у складі Ковилкінського району Мордовії, Росія. Входить до складу Краснопрісненського сільського поселення.
Населення — 142 особи 2010; 196 у 2002).
Національний склад станом на 2002 рік:
- росіяни — 76 %